# Gnetum parvifolium
Gnetum parvifolium là một loài thực vật hạt trần trong họ Gnetaceae. Loài này được Warb. W.C.Cheng mô tả khoa học đầu tiên năm 1964.